# Kuzma (spisovatel)
Kuzma, vlastním jménem Josef Cheth Novotný (17. března 1900, Chrudim – 20. května 1967 Praha) byl český spisovatel a překladatel z němčiny, publicista a fejetonista, popularizátor historických námětů, autor drobných humoristických prací, literárně kritických studií, detektivek, rodokapsů, divadelních her i frašek pro ochotnická divadla.

## Život
Vystudoval reálné gymnázium a obchodní akademii v Chrudimi, rok 1918 prožil z větší části jako voják na italské frontě. Nejprve pracoval jako berní praktikant a účetní a pak se živil žurnalistikou. Byl například redaktorem Středostavovského buditele, týdeníku Nová Praha, Českého slova, Pražského ilustrovaného zpravodaje, časopisu Český dělník, Masarykův lid a dalších. Působil také v nakladatelství Josef Richard Vilímek. V roce 1946 přijal příjmení Novotný – Kuzma.
Po prvních pokusech se jeho prózy přichýlily převážně k látkám historickým i polomytickým. Vydal i rozsáhlý výbor z našich pohádek, pověstí a bajek. Publikoval i pod dalšími pseudonymy (Gil March, Jonny, Jeen Ch., Jiří Alexa, Vlasta Alexa).

## Z díla

### Próza
- Leon Clifton versus Klemzloadet (1929), detektivka (pod vlastním jménem).
- Hvězda na čele Jiřího Wolkera (1933), román, tendenčně zkreslující beletrizace dokumentů o Jiřím Wolkerovi[1] (pod vlastním jménem).
- Junák kralevic Marko (1936), román o jihoslovanském polomýtickém bohatýrovi kralevici Markovi, ilustroval Zdeněk Burian.
- Piava (1937), autobiografický román z první světové války.
- Modré údolí (1939), kovbojka (pod pseudonymem Gil March).
- Děravý mokasín (1939), kovbojka (pod pseudonymem Gil March).
- Stopař z Javellu (1939), kovbojka (pod pseudonymem Gil March).
- Zálesák (1940), kovbojka (pod pseudonymem Gil March).
- Hnízdo supů (1940), kovbojka (pod pseudonymem Gil March).
- Vilém Tell (1940), povídka o švýcarském národním hrdinovi.
- Strakonický dudák Švanda (1941), román.
- Kacafírek (1941), povídka, kratochvilné vyprávění pro děti.
- Omyly kolem Jana Nepomuka Štěpánka (1941), životopisná studie.
- Dům U tuplovaného jelena (1944), román o obrozeneckém spisovateli Josefovi Liboslavu Zieglerovi.
- Ten starý pán (1944), román o hudebním skladateli Karlu Moorovi.
- Pod střechami Prahy (1946), fejetonisticky podané populárně historické pojednání.
- Slunovrat (1946), román.
- Kačenka Markytánka (1946), historický román.
- Ježíšek na Šilbochu (1946), povídka o obrozeneckém dramatikovi a herci Janovi Nepomuku Štěpánkovi.
- Červený čepec (1948), povídka.

### Divadelní hry
- Nápadníci slečny Rici (1930), divadelní hra (pod pseudonymem Jonny).
- Pan Camr dělá kouzla (1931), divadelní hra (pod pseudonymem Jonny).
- Divoký alarm aneb Bitva u Brčekol (1932), divadelní hra (pod pseudonymem Jonny).
- Krakonošovy vousy (1932), divadelní hra pro děti (pod pseudonymem Jonny).
- Divná svatební noc (1933), divadelní hra (pod pseudonymem Jonny).
- Kazí teta Libuši? (1934), divadelní hra (pod pseudonymem Jonny).
- Princezna Čokoláda (1934), divadelní hra pro děti (pod pseudonymem Jonny).
- Kolombína (1936), divadelní hra (pod pseudonymem Jonny).

### Sborníky
- Špalíček našich nejkrásnějších pohádek (1940).
- Špalíček našich nejkrásnějších pověstí (1941).
- Špalíček našich nejkrásnějších báchorek (1941).
- Špalíček našich nejkrásnějších bajek (1942).

### Překlady
- Karl Julius Weber: Fragment mého života (1958), jako Kuzma-Novotný.